# Ревізор (професія)
Ревізор — особа, що здійснює перевірку (ревізію) діяльності закладу або посадової особи.

## Визначення
Відповідно до тлумачного словника чужомовних слів в українській мові ревізор це особа, яка здійснює ревізію.
Великий тлумачний словник сучасної української мови дає таке визначення слова ревізор — особа, яка здійснює ревізію або особа, яку уповноважено перевірити діяльність, звітність, підприємства, установи або організації.
Також словники визначають ревізором контролера в окремих ділянках служби руху.
Сутність визначення відображається також в класифікації професій. Так Національний класифікатор України, Класифікатор професій ДК 003:2010, затверджений наказом Держспоживстандарту України від 28.07.2010 № 327, виділяє низку професійних назв роботи, пов'язаних зі словом «ревізор», зокрема:
| Професійна назва роботи                         | Професія |
| ----------------------------------------------- | --- |
| Ревізор, Інспектор-ревізор,                     | Інші технічні фахівці в галузі управління                                                                      |
| Головний ревізор з безпеки руху                 | Головні фахівці — керівники виробничих підрозділів на транспорті, в складському господарстві та зв'язку        |
| Головний державний податковий ревізор-інспектор | Керівні працівники апарату центральних органів державної влади                                                 |
| Головний ревізор                                | Керівники фінансових, бухгалтерських, економічних, юридичних та адміністративних підрозділів та інші керівники |
| Бухгалтер-ревізор                               | Аудитори та кваліфіковані бухгалтери                                                                           |
| Ревізор комерційний                             | Агенти з комерційних послуг та торговельні брокери                                                             |
| Контролер-ревізор                               | Касири та білетери                                                                                             |

## Ревізори вдержавному секторі
В Україні посада ревізора на державній службі була визначена в органах державної контрольно-ревізійної служби (ГоловКРУ, наразі Держаудитслужба) та називалась — контролер-ревізор (головний, провідний, старший).
Були визначені основні повноваження, права та завдання контролера-ревізора, зокрема він проводить контрольний захід особисто або очолює ревізійну групу, або бере участь у її складі з проведення ревізій (перевірок) використання бюджетних коштів, матеріальних цінностей та їх збереження. Формує матеріали ревізій (у тому числі для передачі іншим державним органам) та бере участь в узагальненні їх результатів. Здійснює контроль за усуненням порушень і недоліків фінансової дисципліни та бухгалтерського обліку, виявлених у ході контрольних заходів. Складає протоколи про адміністративні правопорушення у разі їх вчинення керівниками та посадовими особами об'єктів контролю.
Контролер-ревізор мав мати відповідні знання Конституції України, актів законодавства, що стосуються державної служби та діяльності органів державної контрольно-ревізійної служби та інших нормативних актів та документів, що регулюють питання організації та здійснення державного фінансового контролю тощо.

## Ревізори вприватному секторі
Ревізор (бухгалтер-ревізор) в приватному секторі залежно від специфіки діяльності суб'єкта господарювання проводить планові та позапланові ревізії і перевірки фінансово-господарської діяльності відокремлених підприємств або структурних підрозділів (магазини, склади, відділення тощо), бере участь у планових інвентаризаціях майн та зобов'язань, контролює достовірність обліку коштів, основних фондів і товарно-матеріальних цінностей, своєчасність відображення їх в обліку.
Ревізор надає також відповідно до компетенції дає вказівки щодо усунення порушень, недоліків, бере участь у розробці та впроваджені заходів щодо підвищення рівня бухгалтерського обліку на посилення контролю за фінансового-господарською діяльністю підконтрольного об'єкта.